# Brenda Ngxoli
Bongiwe Brenda Ngxoli (Cabo Oriental, 3 de julho de 1981), mais conhecida como Brenda Ngxoli, é uma atriz, modelo, dançarina e diretora sul-africana. Ela é mais conhecida por seus papéis nas séries de televisão Home Affairs, Ses' Top La e Hustle.

## Início da vida
Ngxoli nasceu em 3 de julho de 1981 em Cabo Oriental, África do Sul. Ela cresceu em Kalk Bay, um subúrbio da Cidade do Cabo. Em 1997, ela matriculou-se em Muizenberg. Em 2000, ela se formou com bacharelado em teatro e diploma de atuação em discurso e drama pela Universidade da Cidade do Cabo.
A partir de 2013, ela tirou um ano sabático de sete anos e deixou Joanesburgo para começar uma fazenda no Cabo Oriental.

## Carreira
Ela começou a atuar no teatro, onde atuou em várias peças de teatro, como Pick Ups, I-Klips, Yes Medem, Docs Wife e Sacred Thorns. Depois disso, ela apareceu nos comerciais "Polka" e "MTN". Em 2004, ela dirigiu a peça Through Thick and Thin no Market Theatre. Em seguida, ela apareceu no programa Strictly Come Dancing em 2008 como a única dançarina celebridade que chegou à quarta temporada junto com seu parceiro Quintus Jansen.
Em 2003, ela fez sua estreia na televisão com a série dramática Tsha tsha da SABC1. Em 2005, ela fez a série dramática Home Affairs da SABC1. Na série, ela desempenhou o papel de "Vuyo Radebe" por três anos com enorme popularidade. Enquanto isso, ela foi indicada ao SAFTA Golden Horn de Melhor Atriz na categoria Drama de TV em três anos: 2006, 2007 e 2011 no South African Film and Television Awards (SAFTA). Em 2007, ela foi novamente indicada ao prêmio de Melhor Performance de Atriz no 35º Emmy Internacional.
Em 2010, ela fez sua estreia no cinema com o primeiro filme da franquia Spud no papel de "Innocence". Ela continuou a desempenhar o papel em todos os três filmes: Spud (2010), Spud 2: The Madness Continues (2013) e Spud 3: Learning to Fly (2014). Em 2013, ela apareceu na série de televisão Rockville. Ela ganhou o prêmio de Melhor Atriz Coadjuvante na categoria Drama de TV no SAFTA em 2015 e foi novamente indicada ao mesmo prêmio no SAFTA em 2016. Em 2014, ela atuou na série Ses' Top La e ganhou indicações de Melhor Atriz Coadjuvante na categoria Comédia de TV no SAFTA 2016. Em 2017, ela interpretou o papel principal na série dramática da e.tv, Hustle e foi indicada ao prêmio de Melhor Atriz na categoria Drama de TV no SAFTA 2017.
Após vários críticos aclamarem seus papéis, ela se juntou à novela iThemba em 2019, interpretando o papel de "Nomonde". No SAFTA 2020, ela ganhou o prêmio de Melhor Atriz Coadjuvante na categoria Drama de TV por esse papel. Após sete anos sabáticos, ela se juntou à novela Mzansi Magic, The Queen em 2020, a primeira novela de sua carreira. Na série, ela interpreta o papel de "NomaPrincess 'Noma' Matshikiza". No entanto, ela recebeu uma resposta negativa dos fãs e críticos pelo papel.

## Filmografia
| Ano  | Título                             | Papel                          | Notas       | Ref.                 |
| ---- | ---------------------------------- | ------------------------------ | ----------- | -------------------- |
| 2003 | Tsha tsha                          | Mimi                           | Série da TV | [ 16 ]               |
| 2005 | Home Affairs                       | Vuyo Radebe                    | Série da TV | [ 17 ] [ 18 ] [ 19 ] |
| 2008 | Dirt                               | Nonks                          | Filme de TV | [ 20 ]               |
| 2009 | The No. 1 Ladies' Detective Agency | Florence Peko                  | Série da TV | [ 16 ]               |
| 2010 | Spud                               | Innocence                      | Filme       | [ 21 ]               |
| 2011 | Lucky                              | Lindiwe                        | Filme       | [ 20 ]               |
| 2013 | Spud 2: The Madness Continues      | Innocence                      | Filme       | [ 20 ]               |
| 2014 | Spud 3: Learning to Fly            | Innocence                      | Filme       | [ 20 ]               |
| 2014 | Rockville                          | Gladys                         | Série da TV | [ 16 ]               |
| 2015 | Ses' Top La                        | Pinky                          | Série da TV | [ 16 ]               |
| 2016 | Hustle                             | Kitt Khambule                  | Série da TV | [ 16 ]               |
| 2018 | Sew the Winter to My Skin          | Mole                           | Filme       | [ 20 ]               |
| 2019 | iThemba                            | Nomonde                        | Série da TV | [ 16 ]               |
| 2020 | The Queen                          | NomaPrincess "Noma" Matshikiza | Série da TV | [ 16 ]               |